# Крута Джорджія
«Крута Джорджія» (англ. Georgia Rule) — американський художній фільм Гаррі Маршалла, що вийшов у 2007 року. Головна тема фільму — взаємини між поколіннями, абсолютно різними і несхожими один на одного: дочка, мати і бабуся, у кожної з яких свої погляди і життєві позиції.

## Зміст
У Лілі на автовідповідачі записано: «У мене або те, або це. Передзвоню, коли закінчу з тим і цим». І для своєї доньки Рейчел час відводиться десь у тому ж проміжку. Не дивно, що Рейчел відбилася від рук і намагається рулити життям самостійно. На питання, скільки їй років, вона відповідає: «Уже можна». Та їй всього 17. Лілі вирішує на літо відвезти Рейчел із повного спокус Сан-Франциско до своєї матері — Джорджії, в глушину, в Айдахо. А у Джорджії свої правила: туз — наймолодша карта, або, якщо осквернив уста брудним словом — доведеться їсти мило… От тільки чи вистачить мила в тихому мормонському містечку для такої дівчини, як Рейчел?

## Ролі
| Актор            | Роль               |
| ---------------- | ------------------ |
| Джейн Фонда      | Джорджія           |
| Ліндсі Лоан      | Рейчел Вілкокс     |
| Фелісіті Гаффман | Ліллі              |
| Дермот Малруні   | Доктор Саймон Уорд |
| Кері Елвес       | Арнольд            |
| Гаррет Хедлунд   | Харлан             |
| Гектор Елізондо  | Іззі               |
| Захарі Гордан    | Етан               |

## Касові збори
Під час показу в Україні, що розпочався 14 червня 2007 року, протягом перших вихідних фільм зібрав $15,099 і посів 7 місце в кінопрокаті того тижня. Фільм залишився на сьомій сходинці українського кінопрокату наступного тижня і зібрав за ті вихідні ще $14,898. Загалом фільм в кінопрокаті України пробув 3 тижні і зібрав $41,964, посівши 143 місце серед найбільш касових фільмів 2007 року.

## Цікаві факти
- Режисер фільму Гаррі Маршалл відомий насамперед за фільмами «Красуня» та «Втікачка наречена», в яких знімався Гектор Елізондо. Пізніше вони разом працювали і над фільмом «День Святого Валентина».
- Слоган фільму — In this family, attitude doesn't skip a generation.
- Оригінальна назва Georgia Rule перекладається як «Правило Джорджії», персонажа Джейн Фонди.
- Фільм виправдав закладений бюджет в $ 20 млн, зібравши в прокаті майже $ 25 млн.
- Виробництвом картини займалася студія Morgan Creek Productions спільно з Trust Me та Universal Pictures.
- Зйомки проходили з червня по серпень 2006 року в 7 різних точках США.
- Для зйомок у даному фільмі природного шатенці Фелісіті Хаффман двічі довелося перефарбовуватися в блондинку.